# Талијани (Мачерата)
Талијани је насеље у Италији у округу Мачерата, региону Марке.
Према процени из 2011. у насељу је живело 25 становника. Насеље се налази на надморској висини од 501 м.